# Oscar Almgren
Oscar Almgren (9. november 1869 i Stockholm - 13. maj 1945 i Uppsala) var en svensk arkæolog. Han blev i 1913 udnævnt til professor i nordisk og sammenlignende oldkundskab ved Uppsala universitet.
Han blev student i Södermalm i 1886 og indledte sine studier samme år ved Uppsala universitet. Han blev fil.kand. i klassiske og nordiske sprog i 1889 og begyndte så at interessere sig for arkæologi. I 1897 blev han fil.dr. og docent i sammenlignende oldkundskab. Oscar Almgren blev tillige i 1910 antikvar ved Vitterhetsakademin. 1914-1925 var han professor i arkæologi ved Uppsala universitet.
Oscar Almgren blev udnævnt til æresmedlem af Stockholms nation i Uppsala 1912 og af Upplands nation 1915, desuden æresmedlem af Finska fornminnesföreningen i 1920, han blev æresdoktor ved universitetet i Königsberg i 1924 og æresmedlem af svenska fornminnesföreningen i 1930. 
1901-1941 var han tillige medlem af Upplands fornminnesförening, 1910-18 sekretær og redaktør for foreningens tidsskrift og 1910-17 foreningens skattmästare.
Almgren deltog aktivt i dannelsen af Disastiftelsen i 1927 og stiftelsen af Geijersgården i 1934.
Almgren deltog i feltarbejdet i flere tilfælde som ved undersøgelsen af Läby runestensbro, på Åloppeboplatserna, under udgravningen af Hågahögen og andre steder.

## Forfatterskab
- Studien über nordeuropäische Fibelformen der ersten nachchristlichen Jahrhunderte mit Berücksichtigung der provinzialrömischen und südrussischen Formen, Stockholm 1897. Almgrens internationellt omtalade avhandling, nytrycktes i Leipzig 1923.
- Från Uppländska gravfält - flera av delarna 1898-1921
- Sveriges fasta fornlämningar 1904 - 3:e upplagan 1934
- Kung Björns håg och andra fornlämingar vid Håga, på föranstaltande av H. K. H. Prins Gustaf Adolf undersökta 1902-03. Stockholm 1905
- Uppländska stenåldersboplater, Fornvännen, Årgång I, 1906
- Älgbilden från Alunda, jämte några ord om stenåldersfolken i Uppland - Upplands fornminnesförenings tidskrift 1910-12.
- Die älter Eisenzeit Gotlands, 1912
- Zur Bedeutung des Markomannenreiches, Mannus 1913.
- Handledning i kulturminnesvård, Uppsala 1924.
- Hällristningar och kultbruk bidrag till belysning av de nordiska bronsåldersristningarnas innebörd, Stockholm 1927.
- Om tillkomsten av 1630 års antikvarie-institution, artikel i Fornvännen 1931.
- Våra minnesmärken från Hedenhös, Stockholm 1933.
- Nordische Felszeichnungen als religiöse Urkunden, Frankfurt am Main 1934.

### På internettet
- Oscar Almgren: "Förhistoriska flintgrufvor i Skåne" (Fornvännen 1, 1906, s. 51-52) Arkiveret 29. oktober 2013 hos  Wayback Machine
- Oscar Almgren: "Stenåldersboplatsen vid Säter i Kvarsebo socken" (Fornvännen 1, 1906, s. 118) Arkiveret 29. oktober 2013 hos  Wayback Machine
- Oscar Almgren: "Svenska fornminnesföreningens sommarmöte i Jönköping den 11-13 juni 1906" (Fornvännen 1, 1906, s. 179-180) Arkiveret 29. oktober 2013 hos  Wayback Machine
- Oscar Almgren: "Uppländska stenåldersboplatser" (Fornvännen 1, 1906, s. 1-19, 101-118) Arkiveret 29. oktober 2013 hos  Wayback Machine
- Oscar Almgren: "Undersökning och beskrifning af förhistoriska fornlämningar i Sverige under år 1906" (Fornvännen 1, 1906, s. 291-298) Arkiveret 29. oktober 2013 hos  Wayback Machine
- Oscar Almgren: "Nordiska stenåldersskulpturer" (Fornvännen 2, 1907, s. 113-125) Arkiveret 29. oktober 2013 hos  Wayback Machine
- Oscar Almgren: "Vikingatidsgrafvar i Sagån vid Sala" (Fornvännen 2, 1907, s. 1-19) Arkiveret 29. oktober 2013 hos  Wayback Machine
- Oscar Almgren: "Symboliska miniatyryxor från den yngre järnåldern" (Fornvännen 4, 1909, s. 39-42) Arkiveret 29. oktober 2013 hos  Wayback Machine
- Oscar Almgren: "Ett karelskt stenvapen med älghufvud funnet i Uppland" (Fornvännen 6, 1911, s. 152-164) Arkiveret 29. oktober 2013 hos  Wayback Machine
- Oscar Almgren: "En uppländsk bronsåldershydda" (Fornvännen 7, 1912, s.  132-151) Arkiveret 29. oktober 2013 hos  Wayback Machine
- Oscar Almgren: "De pågående undersökningarna om Sveriges första bebyggelse: installationsföreläsning vid Upsala universitet den 15 jan. 1914" (Fornvännen 9, 1914, s. 1-16) Arkiveret 29. oktober 2013 hos  Wayback Machine
- Oscar Almgren: "Ett uppländskt gravfält med romerska kärl" (Fornvännen 11, 1916, s. 76-103) Arkiveret 29. oktober 2013 hos  Wayback Machine

## Nekrologer
- Birger Nerman: "In memoriam : Oscar Almgren: 9. 11. 1869-13. 5. 1945" (Fornvännen 40, 1945, s. 359-361) Arkiveret 29. oktober 2013 hos  Wayback Machine
- Oscar Almgren in memoriam, Sune Lindqvist, årsskriften Uppland 1945, s. 87-94